# Triprion
Triprion – rodzaj płazów bezogonowych z podrodziny Hylinae w rodzinie rzekotkowatych (Hylidae).

## Zasięg występowania
Rodzaj obejmuje gatunki występujące na półwyspie Jukatan w Meksyku, w Gwatemali i Hondurasie; na pacyficznych nizinach Meksyku (od stanu Sinaloa do Oaxaca); w wilgotnych lasach, przede wszystkim podgórskich, we wschodnim Meksyku (Veracruz, Oaxaca i Chiapas na wysokości 800–2068 m n.p.m.), w północno-wschodnim Hondurasie (95 m n.p.m.), w atlantyckiej części Kostaryki i w zachodniej Panamie oraz od południowo-zachodniej Kostaryki do zachodnio-środkowej Panamy na pacyficznych stokach (wysokość 350–1330 m n.p.m.).

## Systematyka

### Etymologia
- Pharyngodon: gr. φαρυγξ pharunx, φαρυγγος pharungos „gardło, gardziel”[7]; οδους odous, οδοντος odontos „ząb”[8]. Gatunek typowy: Pharyngodon petasatus Cope, 1865; młodszy homonim Pharyngodon Diesing, 1861 (Nematoda).
- Triprion: gr. τρι- tri- „trzy-”, od τρεις treis, τρια tria „trzy”[9]; πριων priōn, πριονος prionos „piła”[10].
- Diaglena: gr. δια- dia- „wzdłuż, poprzez”[11]; γληνη glēnē, γληνης glēnēs „gałka oczna”[12]. Gatunek typowy: Triprion spatulatus Günther, 1882.
- Anotheca: gr. ανο- ano- „w górę, wysoko”, od ανα- ana- „w górę, wysoko”[13]; θηκη thēkē „skrzynia, szkatuła, sposób pochowania”[14]. Gatunek typowy: Gastrotheca coronata Stejneger, 1911 (= Hyla spinosa Steindachner, 1864).

### Podział systematyczny
Do rodzaju należą następujące gatunki:
- Triprion petasatus (Cope, 1865)
- Triprion spatulatus Günther, 1882 – pancerzogłówka łopatonosa[15]
- Triprion spinosus (Steindachner, 1864)